# Parceiros de Igreja
Parceiros de Igreja est une freguesia portugaise située dans le District de Santarém.
Avec une superficie de 12,40 km2 et une population de 985 habitants (2001), la paroisse possède une densité de 79,5 hab/km2.